# EVO (organisatie)
EVO is een Nederlandse organisatie van ondernemers in handel en industrie en behartigt hun belangen op het gebied van goed functionerende goederenstromen, inclusief opslag. Deze belangen liggen bij de verschillende modaliteiten: weg, spoor, binnenvaart, zeevaart en luchtvaart. De vereniging EVO telt 20.000 leden en vertegenwoordigt door de samenstelling van het ledenbestand zeventig procent van de economische bedrijvigheid in Nederland. Het kantoor is gevestigd in Zoetermeer, in de stadswijk Rokkeveen.  

## Geschiedenis
De oprichting van EVO was een initiatief van een aantal grote bedrijven en de overkoepelende werkgeversverenigingen in de land- en tuinbouw, groothandel en industrie. In 1940 verenigden zij zich in de Eigen Vervoerders Organisatie, kortweg E.V.O. De organisatie stelde de functie van de logistiek binnen ondernemingen centraal en opereerde daarbij brancheoverschrijdend. E.V.O. was daarmee de eerste logistieke belangenbehartiger. Eerst alleen voor eigen vervoerders, al vrij snel ook voor verladers. 
De naam EVO bestaat sinds de oprichting. Door de toetreding van verladers in de verschillende modaliteiten in het goederenvervoer veranderde de samenstelling van het ledenbestand en op 1 januari 1946 veranderde de officiële naam in Algemene Verladers en Eigen Vervoerders Organisatie, met behoud van de afkorting E.V.O. In 1968 werd EVO een acroniem en in 1986 volgde de toevoeging van de aanduiding Ondernemersorganisatie voor Logistiek en Transport.
De geschiedenis en ontwikkeling van EVO is uitgebreid beschreven in het boek 'Een vracht aan verleden, lading voor de toekomst', dat is verschenen tijdens het afscheid van de auteur, die vanaf 1970 in dienst was bij EVO als medewerker op het gebied van het internationaal wegvervoer.
In 1954 richtten een tiental exporteurs, die binnen een exportnetwerk kennis en ervaring wilden uitwisselen, de Federatie van Nederlandse exporteurs (Fenedex) op. De doelstelling daarbij was om de kwaliteit van het exporteren en het internationaliseren van het Nederlandse bedrijfsleven te bevorderen, in het bijzonder die van de leden. Sinds 2017 vormen de leden van het voormalige EVO en Fenedex samen ondernemersvereniging Evofenedex, een netwerk van bedrijven met een logistieke of internationale operatie.

## Belangenbehartiging
EVO komt op voor de belangen van kleine, middelgrote en grote bedrijven. Dat gebeurt regionaal, nationaal en internationaal. Doelstelling is ervoor te zorgen dat de leden zo efficiënt mogelijk hun logistiek proces kunnen inrichten. Centraal in de belangenbehartiging staat sinds de jaren vijftig de vrije keuze van de in te schakelen vervoerswijze en marktpartij. De vereniging streeft naar zo veel mogelijk marktwerking binnen de modaliteiten. Zo heeft EVO gestreden voor afschaffing van de uitzondering in de Europese kartelwetgeving die het rederijen in de zeevaart mogelijk maakte om onderlinge prijsafspraken te maken. Dit doel werd in 2006 bereikt. In de jaren negentig van de twintigste eeuw bereikte de organisatie beëindiging van de wettelijk opgelegde marktordening in de binnenvaart.
Aan het begin van de 21e eeuw werd EVO trekker van het verzet van ondernemers tegen de belastingwetgeving rond de bestelauto.

## Bedrijfsadviezen
In de eerste jaren kregen leden adviezen over bedrijfsauto's. In 1955 volgde de advisering over intern transport. De aard van deze adviezen veranderde later met de interesse van leden voor hun in- en externe logistieke vraagstukken en daaruit ontstond EVO-Bedrijfsadvies. De betrokkenheid van leden bij de organisatie leidde midden jaren tachtig tot de ontwikkeling van een computerprogramma voor ritplanning. Dit programma 'Ritplan' is tegenwoordig een product van het aan EVO gelieerde bedrijf EVO-Informatietechnologie in Pijnacker.

## Opleidingen
EVO noemt zich de grootste aanbieder van opleidingen op het gebied van logistiek. Een lange reputatie heeft de organisatie met de opleidingen voor chauffeurs in het intern transport. Daaraan zijn in de loop van de jaren opleidingen aan toegevoegd op operationeel niveau, mbo- en hbo-niveau. Sinds 2005 biedt de organisatie post-hbo onderwijs aan onder de naam EVO Hogeschool.